# Anna Blackburne
Anna Blackburne, född 1726, död 1793, var en brittisk biolog.
Nedslagskratern Blackburne på planeten Venus är uppkallad efter henne. Namntilldelningen skedde 1994.